# 金鋼狼：武士之戰
《金鋼狼：武士之戰》（英語：The Wolverine）是一部於2013年上映的美國超級英雄電影，改編自漫威漫畫旗下的同名超級英雄金鋼狼的故事。本片由二十世紀福斯製作及發行，為X戰警系列電影的第六部作品，亦是2009年電影《X戰警：金鋼狼》及《X戰警：最後戰役》的續集。本片由詹姆斯·曼高德執導，馬克·鮑姆貝克及史考特·法蘭克根據克里斯·克雷蒙與法蘭克·米勒所創作的1982年限期系列《金鋼狼》編寫劇本，並由休·傑克曼、岡本多緒、福島莉拉、真田廣之、賽佛蘭娜·科契柯娃、李威尹、山内春彦和芳姬·詹森主演。劇情講述繼《X戰警：最後戰役》之後，羅根前往日本並在該處與一名老朋友展開一場鬥爭。他的再生能力受到剝奪，羅根必須在內疚中與一名致命武士奮戰。
本片的發展始於2009年，在《X戰警：金鋼狼》上映之後。2009年8月，克里斯多福·麥奎里受聘為《金鋼狼：武士之戰》編寫劇本。2010年10月，戴倫·艾洛諾夫斯基加盟擔任導演。電影的發展因艾洛諾夫斯基於2011年3月退出及日本東北地區發生地震與海嘯之後受到推遲。6月，曼高德取代艾洛諾夫斯基執導電影。9月，鮑姆貝克受聘重寫劇本。配角於2012年7月進行選角，主要攝影在該月月底於新南威爾斯州開始，8月移至日本東京，並在10月回到新南威爾斯州。該片於後期製作中轉為3D。
電影於2013年7月24日在各個國際市場上發行，並於7月26日在美國上映。《金鋼狼：武士之戰》獲得多數影評人的正面評價，全球進帳4.14億美元，為預算1.2億美元的近3.5倍，成為該系列第5賣座的作品。金鋼狼的第三部個人電影《羅根》於2017年3月3日在美國上映。

## 劇情
1945年，第二次世界大戰期間，羅根被關在日本九州長崎市的戰俘營中，在美軍向地面投放原子彈衝擊地面時，營救曾試圖開籠解救他的日本軍官矢志田市朗。兩人共同跳入水井中躲避原子彈衝擊，而遭嚴重燒傷的羅根在市朗面前展現出強大的自癒能力而倖免於難。浩劫過後，市朗打算將其家族祖傳的武士刀送給羅根作為答謝，而羅根好心回絕後與他就此分別。多年後，羅根自從忍痛殺死戀人琴·葛雷以制止一場巨大浩劫後，開始背負罪惡感而遠走他鄉流浪，然而常在噩夢中受到琴的幻覺折磨。某晚，羅根在一間酒吧裡與幾名獵人因他們使用非法毒藥攻擊熊的事而起衝突，一名能夠預知死亡的紅髮女忍者雪緒出手相救，表示自己被即將壽終的市朗派遣遠道而來，羅根於是不情願地跟雪緒前往日本東京與市朗道別。
羅根得知矢志田財團已成為亞洲最大的商業集團，抵達矢志田宅後見到年邁的市朗、市朗的兒子信玄和孫女真理子，以及外國腦瘤醫師格林。市朗希望羅根將其自癒能力無條件移植給他，以讓他延續壽命，同時亦能滿足羅根求死的意願，但被心有不安的羅根直接回絕。格林趁著羅根睡覺時在其體內植入某種生物，羅根驚醒後誤以為是噩夢一場，卻也得知市朗壽終正寢。在市朗的葬禮上，一群極道黑幫份子襲擊會場，身中一槍的羅根突然發現傷口無法自動癒合。羅根帶著真理子四處逃亡，忍著傷痛獨自解決所有追兵，注意到一名弓箭手原田劍一郎在屋頂上掩護他們脫逃。
兩人乘坐新幹線遠離東京，最後躲到位於長崎市海邊的一棟真理子曾經住過的小屋安頓和療傷，在陪真理子相處的幾天下來，羅根開始慢慢走出陰影，開始講述他所經歷的痛苦，在海邊散步時還找到當初他和市朗躲避原子彈爆炸的水井。然而幾天後，真理子被極道的人找到並抓走，羅根抓到一名没能及時逃走的敵人，得知他是由真理子的未婚夫兼現任法務大臣森信郎指派。羅根聯繫雪緒共同找到在公寓中享受花天酒地的信郎，經過一番刑求逼供之下，信郎承認他跟企圖搶奪家產的信玄共謀，而自己僅是為了錢來維護政治地位，氣憤的羅根走前將信郎扔出窗外至樓下游泳池。真理子被抓回家中，目睹父親信玄為了獨霸家業不惜喪盡天良，而原田領導一大群黑衣忍者殲滅信玄的保鏢後救走真理子，孤身一人的信玄則被格林用毒液感染而痛苦掙扎。
羅根與雪緒回到宅邸後得知真理子被帶往市朗出生的村莊中的高塔，羅根靠市朗的身體透視儀意外地發現自己的心臟上有一隻機械蟲，從而導致自己失去自愈能力。羅根冒險剖開身體強行取出機械蟲，然而雪緒預見到羅根「即將手握心臟而死」，但羅根認為唯有這樣做才有能力去救真理子。機械蟲順利取出而讓羅根陷入昏迷，但靠強悍體質撐過毒液的信玄打算殺死他們兩人，雪緒拔劍守護羅根卻最終不敵，直到成功死而復生的羅根爬起來殺死信玄。為了拯救真理子，羅根到達村莊後獨自上陣，但在原田與多數忍者的圍攻之下被擒獲，格林在塔中啟動一架同樣由亞德曼金屬製作的大型盔甲「銀武士」，其自行站起後手持兩把帶高溫的武士刀，但真理子及時出現讓羅根脫困。雪緒擊敗並殺死格林，原田最終意識到自己的愚忠後，便犧牲自己救下羅根而被機甲刺死。
羅根趁機取得一把刀後砍斷盔甲的頭，把盔甲推下樓也同時掛在建築邊緣。然而盔甲再次起身、砍斷羅根的兩手爪子，開始用注射針頭鑽進他的金鋼爪裡，慢慢吸收羅根體內的自癒因子。羅根突然發現盔甲內部的操縱者竟是本已逝世的市朗，其聲言自己出此下策是為了得到羅根不肯放棄的自癒能力以延續自己的傳奇。隨著市朗逐漸恢復青春，羅根也即將被吸乾生命力，而遠處的真理子看清祖父的真面目，撿起一根金剛爪以擅長的飛刀技出手相救。市朗想以祖父的身份說服真理子住手，但真理子表示「她已埋葬祖父」後毫不猶豫地下手。羅根身體再次恢復健全而重新爬起、恢復他原先的骨爪，用日語對市朗道完別後，直接將他連人帶盔甲一併扔下山崖墜亡。一度力盡倒地的羅根在昏迷中再次見到琴，但經過這次的經歷正式放開對她的愧疚。
真理子正式繼承祖父遺留的家族產業擔任總裁，雪緒決定追隨羅根而跟真理子告別。羅根最終吻了真理子後，與雪緒一同乘坐飛機離開日本。兩年後，羅根回到美國，於機場的安檢處在身後重遇昔日的敵人艾瑞克·藍歇爾。艾瑞克首先利用他恢復的金屬控制能力將羅根束縛，表示變種人的一個最大威脅即將來臨。此時，機場中的人與物品突然定住，本早已化為灰燼的查爾斯·賽維爾同時亦來到羅根的面前，感到難以置信的羅根決定跟隨他們。

## 角色
| 演員                                    | 角色                                                               | 人物介紹 |
| 休·傑克曼 Hugh Jackman                  | 「金鋼狼」詹姆士·「羅根」·赫雷特 James "Logan" Howlett / Wolverine | 一名變種人，其強大的自癒能力和體內的亞德曼金屬骨骼使他幾乎是不死之身。几年前被迫殺害摯愛琴·葛雷，使他飽受噩夢與罪惡感折磨，遠走他鄉流浪的他，受到曾經救過的人報恩而蒞臨日本。                    |
| 岡本多緒 Tao Okamoto                    | 矢志田真理子 Mariko Yashida                                        | 市朗珍愛的孫女，獨立堅強，善解人意。自身善用飛刀，聽過關於「金剛狼」的傳說故事，由於即將繼承她祖父的遺囑，使其生命受到威脅。                                                                     |
| 福島莉拉 Rila Fukushima                 | 雪緒 Yukio                                                         | 一名具有預知能力的紅髮變種人，武器為一把被稱作「斷斬」的武士刀，孤兒出身的她被市朗收留並成為真理子的玩伴，身為服侍矢志田家族的女忍者之一。                                                       |
| 真田廣之 Hiroyuki Sanada                | 矢志田信玄 Shingen Yashida                                         | 真理子的父親兼商業競爭對手，市朗的親生兒子，精通劍道，背景複雜，多年來靠資助極道維持勢力。 |
| 李威尹 Will Yun Lee                     | 原田劍一郎 Kenuichio Harada                                        | 真理子的前戀人，擔任黑忍者部隊的首領，誓言保護矢志田家族。 |
| 賽佛蘭娜·科契柯娃 Svetlana Khodchenkova | 「毒蛇」格林博士 Dr. Green / Viper                                 | 一名變種人，市朗的私人醫生，全身上下均有劇毒且對任何毒素皆具有免疫力，能夠藉由傷口、接吻等方式傳遞毒素致人於死地，可經脫皮讓自己更強。                                                           |
| 山内春彦 Haruhiko Yamanouchi            | 「銀武士」矢志田市朗 Ichirō Yashida / Silver Samurai               | 真理子的年邁祖父，矢志田企業的大財閥兼創始者，年輕時代從軍時被羅根拯救過。山村憲之介飾演年輕時代的市朗。                                                                                         |
| 布萊恩·泰 Brian Tee                     | 森信郎 Noburo Mori                                                 | 真理子的未婚夫，一位腐敗的法務大臣，同樣緊盯市朗的遺囑。 |
| 芳姬·詹森 Famke Janssen                 | 琴·葛雷 Jean Grey                                                  | 客串，一名變種人及前X戰警成員，當初因能力失控而被羅根忍痛殺害，如今變成折磨羅根的精神幻覺。 |
| 派崔克·史都華 Patrick Stewart           | 「X教授」查爾斯·賽維爾 Professor X / Charles Xavier                | 片尾客串。在鳳凰之力爆發後身體被粉碎而被「認定」死亡，實際上在當時竭盡全力將自己的所有意識轉移到自己的腦死亡患者雙胞胎兄弟P·賽維爾身上。如今因變種人滅絕的危機到來，再度與艾瑞克結盟前來尋求羅根幫助。 |
| 伊恩·麥克連 Ian McKellen                | 「萬磁王」艾瑞克·藍歇爾 Magneto / Erik Lehnsherr                   | 片尾客串，如今已完全恢復控制金屬的能力，因變種人滅絕危機到來而再度和X教授結盟。 |

## 製作

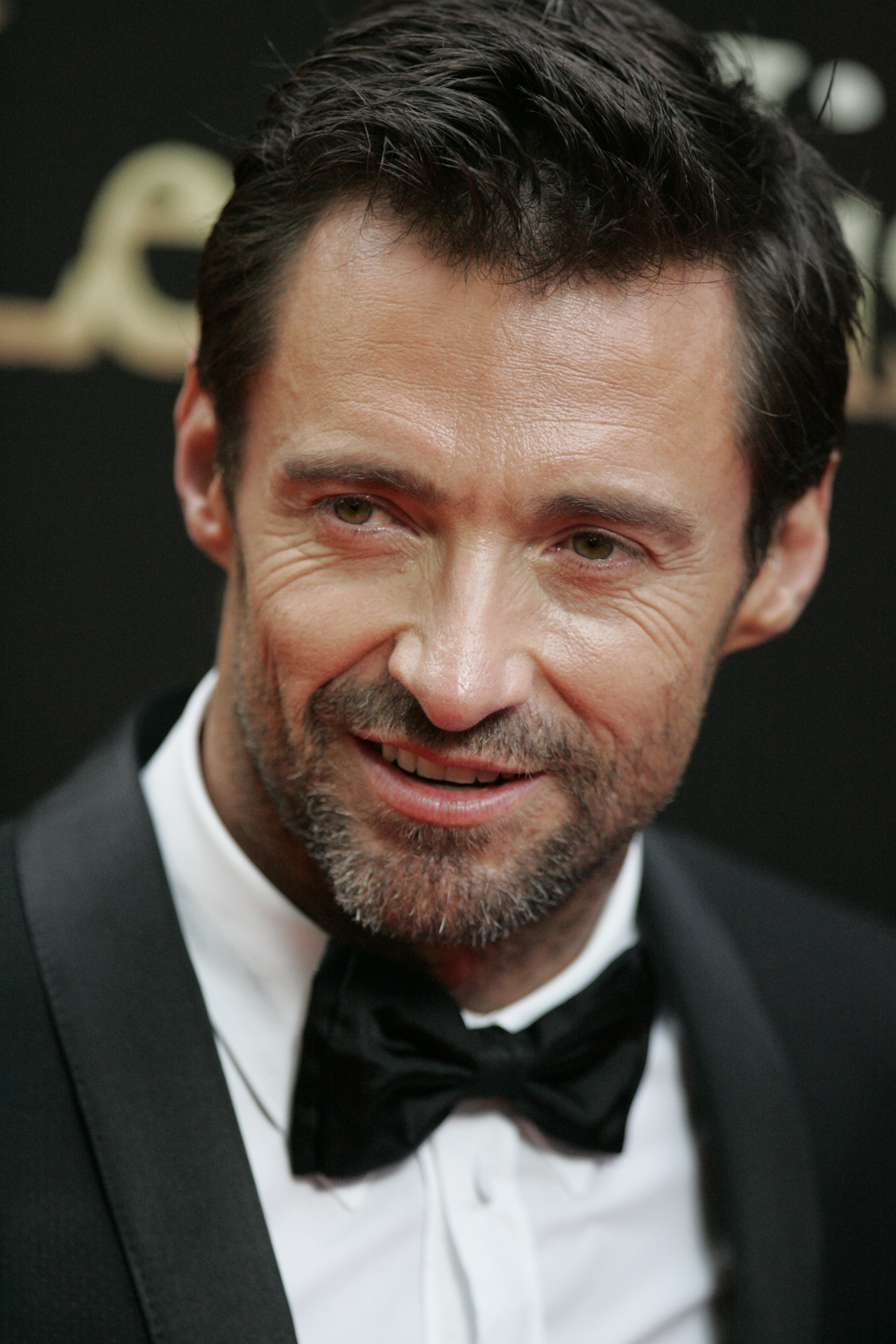
休·杰克曼，2012

### 拍攝
主體拍攝於2012年7月30日開始，製片預算為1.2億美元。製片人舒勒·唐納因乳癌不得不缺席大部分製作，她的治療於後期製作開始之前結束。電影於11月21日殺青。

### 後期製作
2012年10月，據報導，《金鋼狼：武士之戰》將轉為3D，成為二十世紀福斯發行的漫威電影中的3D首例。該片的視覺效果由Weta數位、Rising Sun Pictures（RSP）、Iloura及Shade VFX完成。

## 音樂
| 評論得分       | 評論得分     |
| 來源           | 評分         |
| -------------- | ------------ |
| AllMusic       | 4/5颗星      |
| AVForums       | （強烈推薦） |
| Filmtracks     | 2/5颗星      |
| SoundtrackGeek | （82.7/100） |

2012年9月，曾為詹姆士·曼格作品《決戰3:10》（2007年）譜寫配樂的馬可·貝爾特拉米宣布，他已簽署參與《金鋼狼：武士之戰》的配樂作業。
曲目列表
| 曲序 | 曲目                   | 时长 |
| ---- | ---------------------- | ---- |
| 1.   | A Walk in the Woods    | 1:02 |
| 2.   | Threnody for Nagasaki  | 1:15 |
| 3.   | Euthanasia             | 1:36 |
| 4.   | Logan's Run            | 3:56 |
| 5.   | The Offer              | 3:15 |
| 6.   | Arriving at the Temple | 2:10 |
| 7.   | Funeral Fight          | 4:22 |
| 8.   | Two Handed             | 4:04 |
| 9.   | Bullet Train           | 1:31 |
| 10.  | The Snare              | 1:32 |
| 11.  | Abduction              | 2:11 |
| 12.  | Trusting               | 1:54 |
| 13.  | Ninja Quiet            | 3:40 |
| 14.  | Kantana Surgery        | 3:50 |
| 15.  | The Wolverine          | 2:21 |
| 16.  | The Hidden Fortress    | 5:02 |
| 17.  | Silver Samurai         | 3:27 |
| 18.  | Sword of Vengeance     | 4:32 |
| 19.  | Dreams                 | 1:21 |
| 20.  | Goodbye Mariko         | 1:01 |
| 21.  | Where To?              | 2:25 |
| 22.  | Whole Step Haiku       | 2:08 |

## 發行
《金鋼狼：武士之戰》於2013年7月24日在各個國際市場的2D及3D劇院上映，而澳大利亞與美國則分別在25日和26日發行。於巴西及西班牙語市場，電影被稱為《Wolverine: Immortal》。該片於9月13日在日本上映，片名為《Wolverine：Samurai（Uruvarin Samurai）》。

### 營銷
電影的首支美國及國際預告片於2013年3月27日釋出。第2支美國預告片在4月18日發布，並於內華達州拉斯維加斯谷的CinemaCon進行放映。第3支美國預告片於5月21日推出，而第2支國際預告片則在6月13日釋出。
二十世紀福斯與奧迪汽車公司合作，用其的跑車奧迪R8和摩托車杜卡迪推廣電影。其他合作夥伴包含無糖口香糖品牌5 Gum和休閒餐飲公司Red Robin。

## 迴響

### 评价
該片獲得多數影評人的好評。爛蕃茄上收集的239篇專業影評文章中，有166篇給予該片「新鮮」的正面評價，「新鮮度」為69%，平均得分6.3分（滿分10分），而基於另一影評匯總網站Metacritic上的46篇評論文章，其中26篇予以好評，1篇差評，19篇褒貶不一，平均分為61（滿分100），代表「普遍好評」。據CinemaScore調查，觀眾的平均評價於A+至F間落於「A-」。
《芝加哥太陽報》的理察·羅珀給予電影「B+」的評價，讚揚傑克曼的表現是「強而有力，紮實的娛樂」和「嚴肅，有時帶點黑暗及步調從容的故事。」。網站《沙龍》的安德魯·奧黑爾表示「儘管比不上《鋼鐵人3》和《超人：鋼鐵英雄》的野心及規模，且大概也不會去挑戰它們的優越票房，憑藉著自身的特色條件，《金鋼狼：武士之戰》是今夏最為俐落、最不装腔作势和最令人满意的超级英雄电影。」。

### 票房
隨著專業影評的改善，《金鋼狼：武士之戰》於總票房超越了《X戰警：金鋼狼》，儘管前者在美國國內的票房較後者低。電影於2013年12月5日在美國劇院下檔，北美地區的總票房為132,556,852美元（而《X戰警：金鋼狼》則是179,883,157美元），其他地區282,271,394美元（而《X戰警：金鋼狼》則是193,177,707美元），全球共計414,828,246美元。該片於全球上映的首個週末進帳1.396億美元。
在北美，《金鋼狼：武士之戰》於首映當天進帳2,070萬美元位居冠軍，而星期四的午夜場為其增添400萬美元的收入。電影直到首個週末仍維持著冠軍的名次，票房為53,113,752美元，是該系列中的最低成績。
於北美以外的地區，電影於首週末在100個國家市場進帳8,650萬美元，登上冠軍寶座。該片超越《X戰警：最後戰役》（7,620萬美元）成為X戰警電影系列中，首週末票房成績最高的作品。

### 榮譽
| 獲獎與提名列表 | 獲獎與提名列表       | 獲獎與提名列表     | 獲獎與提名列表       | 獲獎與提名列表 | 獲獎與提名列表 |
| 年份           | 獎 / 影展            | 類別               | 獲提名者             | 結果           | 參考資料       |
| -------------- | -------------------- | ------------------ | -------------------- | -------------- | -------------- |
| 2013年         | 第17屆好萊塢電影節   | 好萊塢電影獎       | 詹姆斯·曼高德        | 提名           | [ 42 ]         |
| 2014年         | 第40屆人民選擇獎     | 最受喜愛的動作片   | 《金鋼狼：武士之戰》 | 提名           | [ 43 ]         |
| 2014年         | 第40屆人民選擇獎     | 最受喜愛的電影演員 | 休·傑克曼            | 提名           | [ 43 ]         |
| 2014年         | 第20屆美國演員工會獎 | 傑出電影特效       | 《金鋼狼：武士之戰》 | 提名           | [ 44 ]         |
| 2014年         | 第27屆兒童票選獎     | 最受喜愛電影男主角 | 休·傑克曼            | 提名           | [ 45 ]         |
| 2014年         | 第40屆土星獎         | 最佳漫畫改編電影   | 《金鋼狼：武士之戰》 | 提名           | [ 46 ]         |

## 續集
2013年10月，二十世紀福斯已開始與傑克曼及曼格進行談判。曼格計畫撰寫前期綱要，羅倫·舒勒·唐納則回歸擔任製片人。2014年3月20日，福斯宣布續集將於2017年3月3日上映。大衛·詹姆斯·凱利受聘編寫劇本，而傑克曼也將繼續出演金鋼狼一角。隔月，麥可·葛林以編劇身分加盟電影。曼格以推文宣布拍攝將於2016年初開始。2015年8月，派崔克·史都華表示，他將回歸飾演查爾斯·賽維爾的角色。2016年2月，於《X戰警：金鋼狼》中出演劍齒虎的李佛·薛伯表示，他正在為是否於續集裡再次詮釋該角色一事進行談判。4月，波伊德·霍布魯克加盟飾演一名設定為對抗金鋼狼的全球企業保全首領，而理查·E·格蘭特則以「瘋狂型的反派科學家」的角色出演電影。4月底，史蒂芬·默錢特確認將詮釋卡利班。5月，艾瑞奇·拉·塞拉和伊莉斯·尼爾以不明角色參演電影，賽門·金柏格表示拍攝已經開始進行，他計劃將其製作為一部R級電影。10月5日，傑克曼宣布，續集正式片名為《羅根》。

## 備註
1. ↑  來源對於《金鋼狼：武士之戰》的產地及國家各有所見。有些指出，美國是唯一的產地[2][3][4]，而有些則將其列為美國與英國聯合製作的電影[5][6]。
2. 1 2  依照電影上映順序。